# Dwergzegge
De dwergzegge (Carex oederi subsp. oederi, synoniemen: Carex serotina, Carex viridula subsp. viridula, Carex scandinavica) is een overblijvend kruid dat behoort tot de cypergrassenfamilie (Cyperaceae). De plant komt van nature voor in Europa en Noord-Amerika. De soort staat op de Nederlandse Rode lijst van planten als vrij algemeen voorkomend en stabiel of toegenomen. In België in hij vrij zeldzaam. Dwergzegge kan voorkomen op natte, zoete tot brakke, matig voedselrijke gronden zoals duinvalleien, beekstrandjes, ijsbanen, plagplekken en langs heide- en bospaden. Het aantal chromosomen is 2n = 70 of 72.

## Beschrijving
De plant wordt 5-30 cm hoog en vormt dichte polletjes. De stengels zijn rechtopstaand, glad en stomp driekantig. De gootvormige bladeren zijn 1-2 mm breed. De onderste bladscheden zijn strokleurig, lichtbeige of wit.
De hoofdbloei van de dwergzegge valt in mei, juni en juli. In augustus, september en oktober komen ook bloeiende planten voor. Er zijn twee tot vier vrouwelijke aren met een mannelijke aar aan de top van de stengel. In het midden van de bloeistengel komen meestal geen vrouwelijke aren voor. De mannelijke aar is zittend of heeft een korte steel. De vrouwelijke aren zijn 5- 8 (10) mm lang en 4-5 mm breed. De schede van het onderste schutblad heeft geen aanhangsel. De vrouwelijke bloemen hebben drie stempels. Het 1,5-3 mm lange, driekantige, omgekeerd-eivormige, geelgroene later goudgroene, kale urntje heeft een tweetandige, 0,5-1 mm lange, slechts weinig omlaag geknikte snavel. Het urntje is een soort schutblaadje dat geheel om de vrucht zit.
De vrucht is een driekantig nootje.

## Carex flava-groep
De soort lijkt sterk op de geelgroene zegge, maar is in alles wat kleiner. Beide behoren met gele zegge en schubzegge tot de 'Carex flava-groep', soorten die erg gelijken en veelvuldig hybridiseren. Herkenning van soorten en hybriden binnen deze groep vergt veel ervaring.

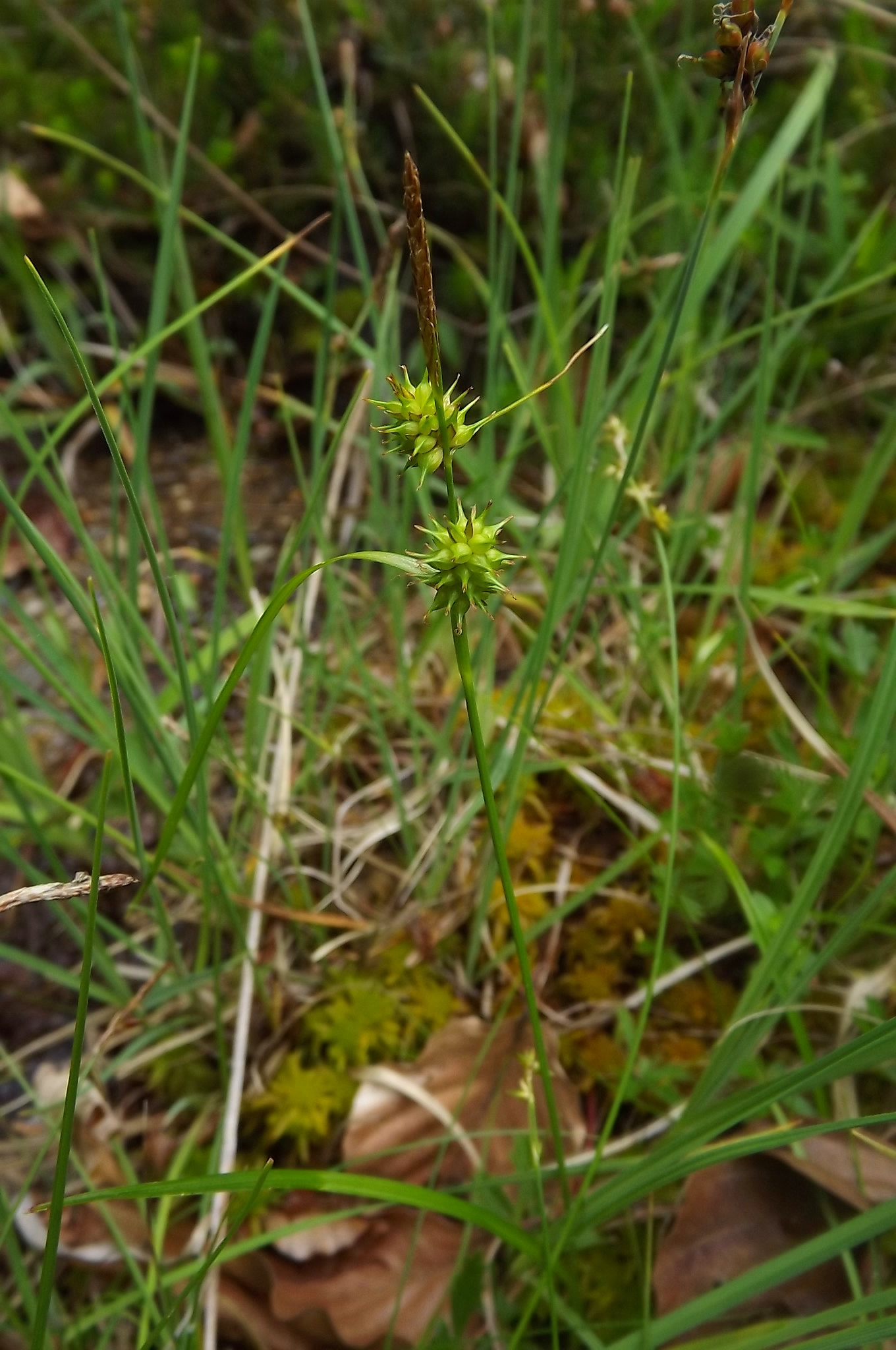
Bloeiwijze met bovenaan mannelijke en daaronder vrouwelijke aren
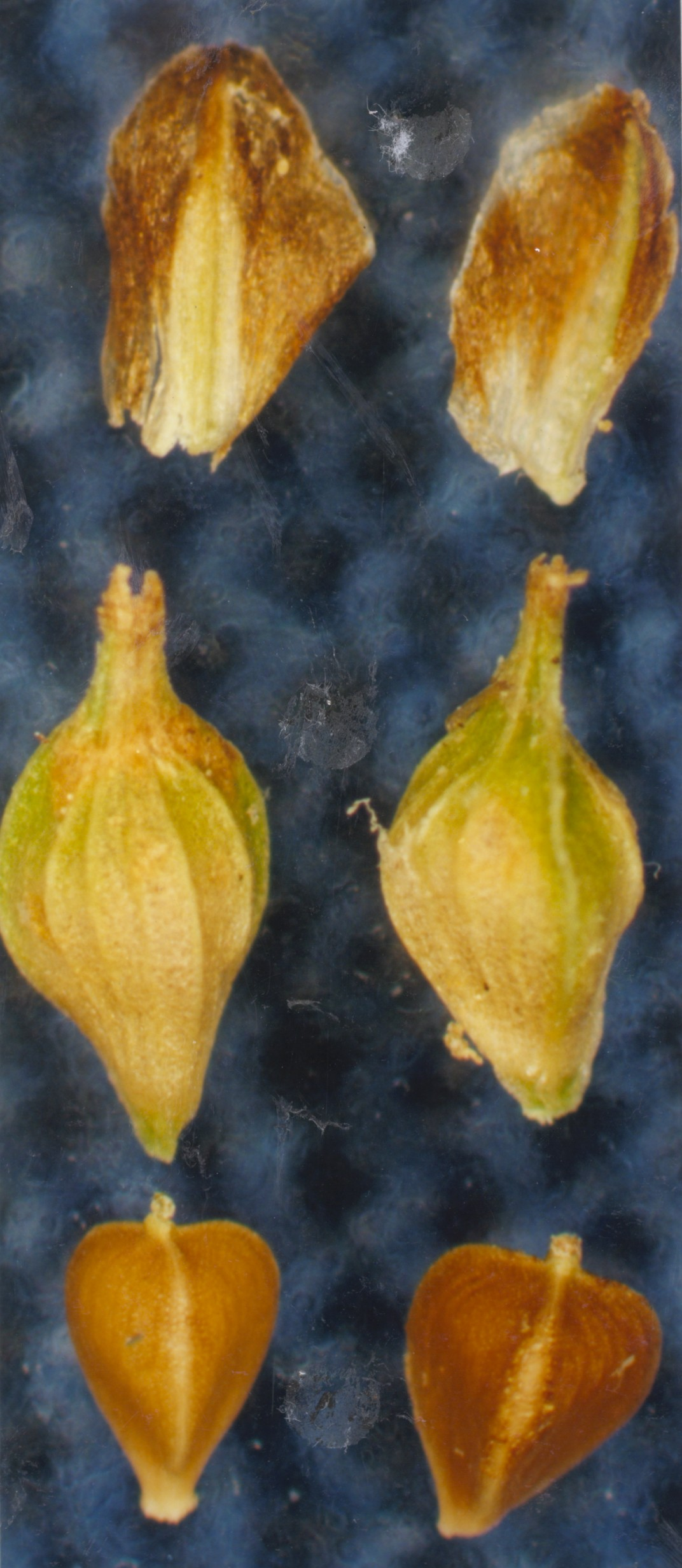
Bovenaan kafjes, midden urntjes en onderaan nootjes